# Medaglia commemorativa della campagna in Cina
La medaglia commemorativa della campagna in Cina fu istituita nel Regno d'Italia con regio decreto 23 giugno 1901, n. 338 per ricompensare i militari della Regia Marina che aveva operato nei mari della Cina o che erano sbarcati sul territorio cinese, le truppe del Regio Esercito che avevano costituito il Corpo di spedizione italiano in Cina, i civili addetti alle truppe o che avevano contribuito, in qualsiasi modo, alle operazioni belliche della spedizione punitiva organizzata dalle potenze occidentali per soffocare la cosiddetta "Rivolta dei Boxer" e per proteggere le diverse ambascerie europee a Pechino nel 1900.
Furono concesse in totale 2.325 esemplari di questa medaglia, che viene considerata oggi una delle più rare nel mondo del collezionismo italiano.
Fu coniata dalla Zecca di Roma e da altre ditte che ottennero il relativo appalto.
Il decreto istitutivo è stato abrogato nel 2010.

## Contesto storico
La rivolta dei Boxer fu un movimento anti-colonialista e anti-cristiano della "Società di giustizia e concordia" (Yìhétuán), (conosciuta come "Boxer" in inglese), che ebbe luogo in Cina tra il novembre del 1899 ed il 7 settembre 1901.
La sollevazione fu una reazione all'espansione imperialista che comprendeva mercanti d'oppio europei, invasione politica, manipolazione economica ed evangelizzazione dei missionari.
Nel 1898 si ribellarono organizzazioni locali nello Shandong in risposta sia all'espansione imperialista sia a problemi interni come la crisi fiscale dello stato e delle catastrofi naturali.
Inizialmente esse furono represse dalla dinastia Qing ma questa, in seguito, tentò di liberare la Cina dall'influenza degli stranieri.
Con lo slogan "扶清灭洋" (Sostenere i Qing, distruggere gli stranieri), i Boxer attaccarono gli insediamenti dei missionari in tutto il settentrione della Cina.
Molte migliaia di cinesi cristiani furono uccisi perché considerati responsabili della dominazione straniera in Cina.
Le potenze straniere i cui interessi commerciali in Cina erano minacciati non tardarono a muoversi, già alla fine di maggio del 1900 le navi di Inghilterra, Italia e Stati Uniti erano alla fonda a Taku, il porto più vicino a Pechino e un primo contingente armato composto da 75 francesi, 75 russi, 75 britannici, 60 statunitensi, 50 tedeschi, 40 italiani e 30 austriaci era in marcia verso Pechino.
Nel giugno 1900 combattenti Boxer, con armi leggere o disarmati, si riunirono a Pechino per assediare le ambasciate straniere; furono uccisi 230 stranieri, tra cui molti diplomatici.
Il 21 giugno il partito conservatore della Corte Imperiale indusse l'imperatrice vedova Cixi, che governava in nome dell'Imperatore, a dichiarare guerra alle potenze straniere che avevano una rappresentanza diplomatica a Pechino.
Diplomatici, civili e militari stranieri ed alcuni cristiani cinesi si ritirarono nel Quartiere delle Legazioni dove rimasero per 55 giorni, fino a quando, il 14 agosto 1900, l'Alleanza delle otto nazioni portò 20.000 soldati armati che invasero e occuparono Pechino.
L'Alleanza delle Otto Nazioni fu responsabile del saccheggio di molti manufatti storici di origine cinese, come quelli che si trovavano nel Palazzo d'Estate e istigarono l'incendio di molti importanti edifici cinesi nel tentativo di sbaragliare i ribelli Boxer.
L'imperatrice vedova Cixi, l'Imperatore, e i più alti ufficiali fuggirono dal Palazzo Imperiale per Xi'an, e inviarono Li Hongzhang per le trattative di pace.
Il 5 luglio 1900 il parlamento italiano autorizzò la creazione di un corpo di soccorso di circa 2000 persone, al comando del Colonnello Garioni.
Il Protocollo dei Boxer del 7 settembre 1901 pose fine alla rivolta e previde severe punizioni, incluso una indennizzo di 67 milioni di sterline (450 milioni di tael d'argento, da pagare nel corso di 39 anni) alle otto nazioni coinvolte.
La dinastia Qing ne fu fortemente indebolita e fu alla fine rovesciata dalla Rivoluzione del 1911 che portò alla creazione della Repubblica di Cina.

## Insegne

### Medaglia
La medaglia è costituita da un disco di bronzo di 32 mm di diametro, con appiccagnolo a cambretta, recante:
sul drittola testa nuda di Vittorio Emanuele III rivolta a sinistra, circondata dalla scritta "VITTORIO EMANUELE III RE D'ITALIA", sotto il collo del re il marchio "Regia Zecca";
sul rovesciola scritta "CINA 1900-1901", su due righe, contornata da una corona formata da due rami d'alloro, legati in basso con un nastro.

### Nastro
La medaglia andava portata appesa al lato sinistro del petto, con un nastro in seta della larghezza di 37 mm, di color giallo-oro, con orli azzurri della larghezza di 3 mm e traversato da due righe verticali, parimenti azzurre, larghe 5 mm e distanti fra loro 10 mm.
Il provvedimento istitutivo, che non consentiva di portare il nastro senza la medaglia, fu modificato con il regio decreto 29 luglio 1906, n. 470 che invece dava facoltà di portare il solo nastro.

### Barretta
Sul nastro va applicata una fascetta d'argento, con il motto "CINA 1900-1901", che fu istituita con regio decreto 15 marzo 1908, n. 96, per distinguere questa medaglia da quella concessa nel 1903 per i servizi prestati in estremo oriente dopo la fine del conflitto.

## Variante "CINA"
Con regio decreto 23 aprile 1903, n. 176 una variante della medaglia, recante la sola scritta "CINA" senza i millesimi, fu concessa ai militari di marina ed esercito ed al personale civile aggregato, che aveva prestato servizio in Cina dopo il 31 dicembre 1901, purché dichiarati "sul piede di guerra".
Poiché con regio decreto 21 aprile 1904, n. 195 furono dichiarati "sul piede di guerra" i militari della Regia Marina inviati in sul territorio della Corea a partire dal 9 gennaio 1904, anch'essi ebbero il diritto a fregiarsi della medaglia.
In totale ci furono 736 conferimenti.
Con il già citato regio decreto n. 96 del 1908, oltre ad istituire la barretta, fu dichiarato cessato il diritto a fregiarsi della medaglia per i militari in servizio in Cina o Corea dopo il 31 marzo 1908.

## Versioni straniere
L'imperatore di Germania Guglielmo II suggerì la creazione di una medaglia comune ai paesi membri dell'Alleanza delle otto nazioni per commemorare la campagna di Cina, ma questa idea incontrò l'opposizione di Francia e Gran Bretagna, così ciascuna delle otto nazioni, con l'eccezione dell'Austria-Ungheria, istituì una propria medaglia.
Francia
- Medaille commemorative de l'expedition de Chine

Stati Uniti
- China Campaign Medal - U.S.Army
- China Relief Expedition Medal - U.S. Navy e United States Marine Corps

Giappone
- Medaglia militare d'onore per la ribellione dei Boxer

Regno Unito
- Third China War Medal

Germania
- China-Denkmünze

Austria-Ungheria
Non istituì alcuna medaglia.
Russia
- Medaglia per la campagna in Cina